# Dicranomyia (Dicranomyia) libertoides
Dicranomyia (Dicranomyia) libertoides is een tweevleugelige uit de familie steltmuggen (Limoniidae). De soort komt voor in het Nearctisch gebied.